# Ромео і Джульєтта (фільм, 2006, Канада)
«Ромео і Джульєтта» (фр. Roméo et Juliette) — фільм канадського (квебекського) режисера Іва Деґаня. Являє собою модернізовану адаптацію драми Шекспіра «Ромео і Джульєтта», дію якої перенесено у сучасний Квебек. В драмі грають молоді актори Тома Лалонд та Шарлотта Обен, а також відома французька акторка Жанна Моро.

## Сюжет
Дія відбувається в Монреалі, де панують банди байкерів. Суддя Поль Веронно з Верховного Суду Квебека та Реаль Ламонтань, ґанґстер, ведуть безжальну війну один з одним.
Коли Жюльєтта Веронно, дочка судді, потрапляє на Білий бал (Bal en blanc) з нагоди свого 16-річчя, вона зустрічає там Ромео Ламонтаня, сина кримінального ватажка. Бабуся Жюльєтти, чия мати живе у Франції, негативно ставиться до стосунків між молодими людьми.
Фільм побудований як спогади бабусі, розповідь якої починає та закінчує фільм.
Етьєн, брат Жюльєтти, щойно дізнається про їхнє знайомство, робить все можливе, щоб вбити Ромео. Коли він вдерся до квартири, де Ромео мешкав разом з друзями Бенуа і Лукі, він смертельно поранив Лукі, але в свою чергу Ромео вдалося його вбити. Франсуа, друг Жюльєтти, закоханий в неї вже довгий час, влаштовує так, щоб Ромео вдався до бігів, і щоб суддя Поль дізнався про стосунки.
Бабуся Жюльєтти, яка бажає щастя для своєї онучки, зв'язується з дочкою та розповідає їй про те, що невдовзі до неї завітають Жюльєтта та Ромео. Але Ромео, якого переслідує поліція, імітує свою загибель, направляючи свій автомобіль у води річки Святого Лаврентія. Бенуа намагається втішити Жюльєтту, але та тікає до своєї бабусі. У розпачі вона приймає надмірну кількість медикаментів, перш ніж дістатися до сховища, де вона чекала на Ромео. В його присутності вона непритомніє. Ромео, який думає, що вона мертва, підіймає її в обіймах та кидається з нею в річку. Коли знаходять їхні тіла, Ламонтань та Веронно примиряються і кладуть попіл їхніх дітей в одну урну.